# Хоакін Санчес де Тока Кальво
Хоакін Санчес де Тока-і-Кальво (ісп. Joaquín Sánchez de Toca y Calvo; 24 вересня 1852 — 13 липня 1942) — іспанський політик, мер Мадрида (1896-1897, 1907), міністр сільського господарства, промисловості й торгівлі (1900-1901), морський міністр (1902-1903), міністр юстиції (1903-1904), голова уряду Іспанії 1919 року.